# Florala
Florala is een plaats (city) in de Amerikaanse staat Alabama, en valt bestuurlijk gezien onder Covington County.

## Naam
De naam van de plaats is een porte-manteauwoord, afgeleid van Florida en Alabama. Florala ligt aan de grens tussen Alabama en Florida.

## Demografie
Bij de volkstelling in 2000 werd het aantal inwoners vastgesteld op 1964.
In 2006 is het aantal inwoners door het United States Census Bureau geschat op 1910, een daling van 54 (-2,7%).

## Geografie
Volgens het United States Census Bureau beslaat de plaats een oppervlakte van
28,3 km², waarvan 27,2 km² land en 1,1 km² water. Florala ligt op ongeveer 88 m boven zeeniveau.

## Plaatsen in de nabije omgeving
De onderstaande figuur toont de plaatsen in een straal van 32 km rond Florala.